# Uráli OOPart lelet
Az uráli OOPart lelet egy vitatott hitelességű, kevéssé ismert paleoasztronautikai összeesküvés-elmélet. 

## Felbukkanása
A teória elsőként 2014-ben jelent meg az interneten egy szélsőjobboldali és Falun kung kötődésű amerikai újság oldalán, a The Epoch Timesban, amely dr. Johannes Fiebag geológus és ufókutató könyvére hivatkozott.A történet szerint Oroszországban, a Sarkközeli-Urálban 1991-ben kutatók olyan 300 ezer éves spirálszerű, nanoméretű tárgyakat találtak, amelyek OOPart leletnek (out-of-place artifact, az adott történelmi korszakba nem illő tárgy) minősülnek és az elmélet szerint bizonyítékul szolgálnak arra, hogy a helyszínen a pleisztocén korban egy olyan fejlettségű civilizáció élt, amely képes volt a nanotechnológia használatára, esetleg űrlények jártak a területen.
Az Epoch Timesban megjelent cikk szerint az uráli aranybányászat során felfedezett leletet az Orosz Tudományos Akadémia moszkvai, sziktivkari és szentpétervári intézete megvizsgálta és megállapította, hogy a spirál alakú objektumok mesterségesek, méretük 3 cm és 2,8 mikron között változik (egy hajszál összehasonlításképp 100 mikron széles), anyaguk többnyire réz, koruk pedig 318 000 és 20 000 év között változik. Az összeesküvés-elmélet szerint a lelet egy hiperfejlett pleisztocén kori civilizáció és/vagy az űrlények látogatását bizonyítja, a kutatások azonban elhaltak Fiebag 1999-es halála után, mert, ahogy a Femina.hu cikke fogalmaz: a kutatók esetleg „kiderítettek valami medöbbentőt (sic!), amit nem akartak nyilvánosságra hozni” és „a tárgyak ezután szőrén-szálán eltűntek, csak felvételek maradtak róluk.”
Kritikus hangok szerint ha létezett a lelet, lehet hogy a közeli Pleszeck űrrepülőtérről származtak a fémdarabkák, illetve kiemelik, hogy önmagában a réz kormeghatározása még ma is gyakorlatilag lehetetlen feladat a régészettudományban, ez sok mérési hibához vezethet.